# Приставица при Великем Габру
Приставица при Велики Габру (словен. Pristavica pri Velikem Gabru, словен. Pristawitz) је насељено место у општини Требње, регија Југоисточна Словенија, Словенија.

## Историја
До територијалне реорганизације у Словенији била је у саставу старе општине Требње.

## Становништво
У попису становништва из 2011. године, Приставица при Великем Габру је имала 91 становника.
| Број становника према пописима | Број становника према пописима | Број становника према пописима |
| ------------------------------ | ------------------------------ | ------------------------------ |
| 1991                           | 2002                           | 2011                           |
| 103                            | 95                             | 91                             |

Напомена: До 1953. исказивано под именом Приставица.